# دفت أباد العليا (درميان)
دفت أباد العلیا (بالفارسية: دفت‌آباد علیا) هي مستوطنة تقع في إيران في قسم درمیان الريفي. يقدر عدد سكانها بـ 63 نسمة بحسب إحصاء 2016.